# Nowe Tursko
Nowe Tursko – część wsi Tursko Wielkie w Polsce położona w województwie świętokrzyskim, w powiecie staszowskim, w gminie Osiek. Nie posiada sołtysa, należy do sołectwa Tursko Wielkie.
Do 1954 roku istniała gmina Tursko Wielkie. W latach 1975–1998 miejscowość administracyjnie należała do województwa tarnobrzeskiego.

## Historia
Według danych z 1929, Tursko Nowe liczyło 8 domów, 61 mieszkańców, w tym 11 wyznawców judaizmu.